# Хлыбов, Григорий Иванович
Григорий Иванович Хлыбов (29 марта 1925, д. Увампусо, Можгинский район, Вотская автономная область, РСФСР, СССР — 6 декабря 2003, Ижевск, Удмуртская Республика, Россия) — токарь-расточник Ижевского мотозавода Министерства общего машиностроения СССР, передовик производства, ударник коммунистического труда, Герой Социалистического Труда (1966).

## Биография
Григорий Иванович родился 29 марта 1925 года в крестьянской семье деревни Увампусо Можгинского района Вотской автономной области (ныне — Удмуртская Республика). В 1941 году приехал в Ижевск для учёбы в ремесленном училище. Уже в декабре того же года в возрасте 16 лет был зачислен в штат Ижевского мотозавода в качестве токаря и на протяжении всей Великой Отечественной войны изготовлял детали станкового пулемёта «Максим».
По окончании войны на завод прибыл полученный Советским Союзом по репарациям от Германии расточный станок «Хаузер», который был доверен молодому специалисту. Григорий Иванович успешно овладел профессией расточника, доведя собственную квалификацию до 6-го разряда. Он одним из первых на заводе получил право сдавать продукцию без предъявления отделу технического контроля. Ежемесячно выполнял план на 140—150 %.
Указом Президиума Верховного Совета СССР от 26 июля 1966 года «за выдающиеся заслуги в выполнении плана 1959—1965 годов и создание новой техники» Хлыбову Григорию Ивановичу было присвоено звание Героя Социалистического Труда с вручением ордена Ленина и золотой медали «Серп и Молот». Четырежды (1973, 1974, 1975, 1980) признавался победителем социалистического соревнования.
Помимо производственной деятельности Григорий Иванович уделял большое внимание и общественной работе: он был членом группы народного контроля, членом партийного бюро цеха, а также смог подготовить 12 высококвалифицированных специалистов-расточников. Его имя было занесено в заводскую Книгу Почёта.